# Johan Warlind
Johan Warlind var en svensk kyrkomålare.
Warlind var utbildad i Stockholm och därefter ansluten till Stockholms målarämbete. I mitten av 1700-talet var han troligen bosatt i Karlstad. I konkurrens med målare anslutna till Göteborgs Målareämbete som dominerade den västsvenska kyrkokonsten utförde han ett flertal dekorationsmålningar i olika värmländska kyrkor. Bland annat dekorerade han Högeruds kyrka 1754 med en takmålning som han gestaltade med bilder ur bibeln samt Ekshärads kyrka där han utförde takmålningar med änglar och moln 1764. 